# Corin Nemec
Joseph Charles "Corin" Nemec IV. (Little Rock, Arkansas, 5. studenog 1971.) je američki glumac. 
Nemec je poznat po ulogama u  Parker Lewis Can't Lose i Jonas Quinna u seriji Zvjezdana vrata SG-1. Također je i napisao scenarij za epizodu Fallout za Stargate SG-1.
Tijekom 1990-ih godina Nemec se kratko bavio Hip-hopom.
Prema Nemecovim službenim internet stranicama, on je član Scientološke Crkve. 

## Uloge
- Navy CIS (2007.)
- S.S. Doomtrooper (2006.)
- Three Moons Over Milford (2006.)
- Parzania (2005.)
- Mansquito (2004.)
- Zvjezdana vrata SG-1 (2002.–2004.)
- Smallville (2002.)
- Killer Bud (1999.)
- Operation Dumbo Drop (1995.)
- Opasna zona (1994.)
- The Stand (1994.)
- Parker Lewis Can't Lose (1990.–1993.)
- Tucker: Čovjek i njegov san (1988.)
- Webster (1983.)

## Vanjske poveznice
- IMDb profil
- Stranice obožavatelja